# Číměř (ort i Tjeckien, Vysočina)
Číměř är en ort i Tjeckien.   Den ligger i regionen Vysočina, i den sydöstra delen av landet, 150 km sydost om huvudstaden Prag. Číměř ligger 446 meter över havet och antalet invånare är 223.
Terrängen runt Číměř är platt.Runt Číměř är det ganska glesbefolkat, med 40 invånare per kvadratkilometer. Närmaste större samhälle är Třebíč, 8,6 km väster om Číměř. Trakten runt Číměř består till största delen av jordbruksmark.